# Шахматисты (картина Домье)
«Шахмати́сты» (фр. Les joueurs d'échecs) — картина французского художника Оноре Домье, созданная в 1860-е годы. Входит в коллекцию Малого дворца (Пти-Пале) в Париже.

## История
«Шахматисты» Оноре Домье в настоящее время находятся в коллекции музея Малого дворца в Париже, Франция. Техника — масло по холсту, укреплённому на дереве. Размер — 24,8 × 32 сантиметров. Точная дата создания картины неизвестна. Картина предположительно создана между 1863 и 1867 годами (некоторые исследователи датируют картину даже 1868 годом). Подпись внизу слева: «h Daumier». В каталоге работ художника картина значится под номером DR Number 7168.
До 1899 года картина находилась в частном собрании Эжена Жакетта (Париж). В 1899 году картина была передана в дар Музею изобразительных искусств города Парижа, расположенному в Малом дворце. Картина неоднократно представляла творчество художника на зарубежных выставках. Только в 1999—2000 годах картина была выставлена в музеях Оттавы и Вашингтона.
Малоизвестный и труднодоступный даже для специалистов по творчеству художника вариант картины находится в частном собрании. В каталоге произведений Оноре Домье он значится под номером DR Number 9590.
Существовал ещё один авторский вариант этой картины, где фигуры шахматистов занимают практически всю поверхность полотна, почти не оставляя места для интерьера. Эта работа значится в каталоге работ художника под номером DR Number 8031. Одно время она находилась в частном собрании Таннхаузера (в Мюнхене или Нью-Йорке, где располагались две составные части коллекции), высказывалось предположение, что этот вариант картины был закончен другим художником. Современное местонахождение её неизвестно, существуют только плохо сохранившиеся чёрно-белые фотографии.

## Сюжет картины

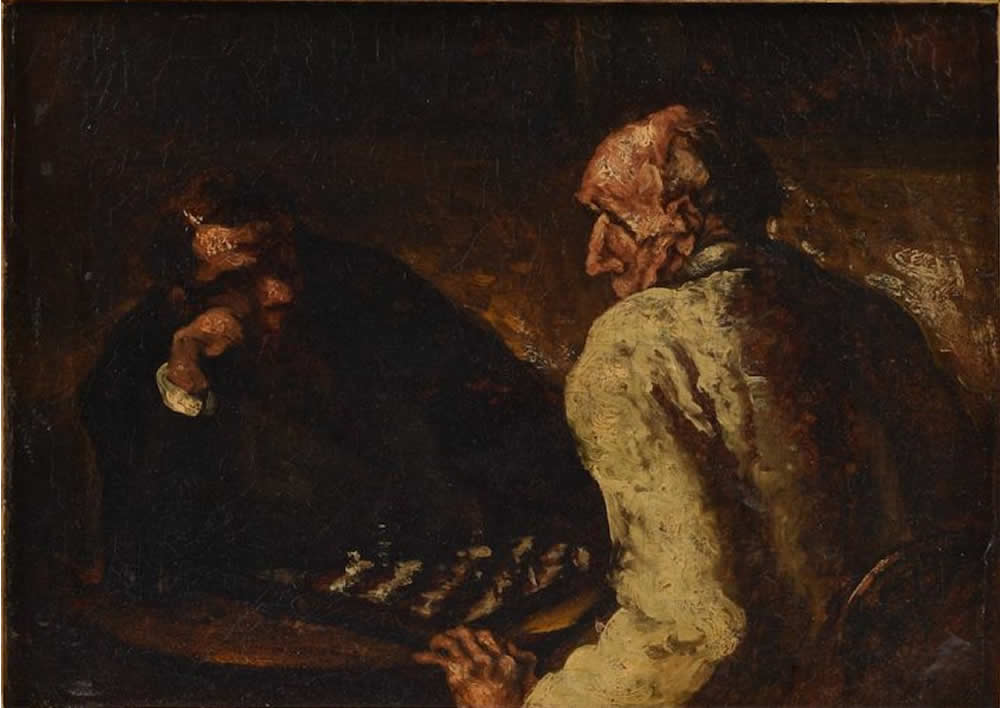
Вариант картины в частном собрании

В тускло освещённой комнате два шахматиста разного возраста, возможно, отец и сын, играют в шахматы; оба полностью погружены в игру. Атмосферу напряжённости подчёркивает крупный план изображения, фигуры почти полностью занимают пространство холста. Более молодой человек сидит, положив голову на руку, спокойно созерцая расположение шахматных фигур. Его выражение лица и положение тела приводят к мысли, что он, возможно, одерживает победу над своим соперником. Уверенный в своей победе, он ждёт ответного хода партнёра, чтобы сделать собственный решающий ход, который принесёт ему победу. Пожилой человек, кажется, испытывает беспокойство, его напряжённое тело слегка приподнимается со стула, и он рукой судорожно сжимает край стола. Он рассматривает позицию с озабоченным выражением лица, возможно, понимая, что его поражение неизбежно.
Домье подобрал цвета для одежды для шахматистов под цвет шахматных фигур. Белый костюм одного персонажа противостоит чёрному свитеру другого. Специалисты отмечают игру света и тени, усиливающие драматизм сцены.
Можно уверенно сказать, что Оноре Домье был в состоянии не только изобразить сцену противостояния между двумя противниками, но и сумел создать соответствующую атмосферу напряжённости в этой сцене.
Искусствовед Роберт Рей предполагает, что Домье никогда не имел достаточного времени, чтобы научиться хорошо играть в домино, шахматы или карты, а также постоянно практиковаться в этих играх из-за своих жёстких обязательств производить литографии. Тем не менее, в его творчестве большое количество литографий и несколько картин, в которых эти игры изображены. Он должен был иметь ярко выраженный интерес к ним.

## Особенности изображения
Так как в период создания полотна художник уже начал терять зрение, фигуры шахматистов гротескные, утрированные, нарочито грубо прорисованные; работа близка творчеству импрессионистов.
Художник часто использовал театральные мотивы в своем творчестве. Домье свободно адаптировал для своих нужд образы, созданные актёрами на сцене, переносил их в пространство своих картин. В картине «Шахматисты» также присутствует некоторая наигранная театральность образов. Лица персонажей близки к маскам. Такая маска, ритуальная или театральная, строится по законам гротеска и гиперболы. При этом художник сознательно минимализирует отдельные черты лица. Искусствоведы часто сравнивают его картины с особенностями итальянского театра Комедия дель арте.

## Варианты композиции
Значительно чаще художник изображал игру в шашки, хотя эти работы не получили такой известности, как изображение игроков в шахматы.
Сатирический рисунок Оноре Домье в парижской газете «Ле Шаривари», созданный в 1847 году, также изображает двух мужчин, играющих в шашки, ещё один персонаж, сидя за столом, внимательно рассматривает позицию. Ироничная подпись гласит: «Парижане, над которыми никогда не нависнет угроза оказаться под надзором тайной полиции».

## Картина в филателии
- Картина была изображена в 2013 году на почтовом блоке для марки Мозамбика в серии «Шахматы в искусстве», сама марка содержит изображение картины Хуана Гриса «Шахматная доска»[13].